# USS LST-245
O USS LST-245 foi um navio de guerra norte-americano da classe LST que operou durante a Segunda Guerra Mundial.